# クルクルと仲間たち
『クルクルと仲間たち』（クルクルとなかまたち、英: Curucuru and Friends、朝鮮語: 꾸루꾸루와 친구들）は、2006年11月24日から2007年2月16日までにKBS1系において放送された韓国の人形アニメ。全13話。

## キャラクター
クルクル（Curucuru, 꾸루꾸루）
声 - チェ・ムンジャ
ララ（Lalla, 랄라）
声 - ホン・ヨウンラン
クリ（Koori, 쿠리）
声 - ユ・ドンギュン
トト（Toto, 토토）
声 - イ·ソヨン
ピンピン（PinPin, 핀핀）
声 - チェ·ジョンホ

## 各話リスト
| 話数   | サブタイトル                                      | 放送日          |
| ------ | ------------------------------------------------- | --------------- |
| 第1話  | 緑の森の友達 (초록 숲 친구들)                     | 2006年 11月24日 |
| 第1話  | きれいな長さできました (예쁜 길이 생겼어요)       | 2006年 11月24日 |
| 第2話  | ぞくぞく仮面遊び (오싹오싹 가면놀이)              | 12月1日         |
| 第2話  | 鳥のコーラス (새들의 합창)                        | 12月1日         |
| 第3話  | 私の言うとおり構成されてよ (내 말대로 이루어져요) | 12月8日         |
| 第3話  | 薄いなりたいです (날씬해지고 싶어요)              | 12月8日         |
| 第4話  | アルアルもの知る (알 알 무슨 알)                  | 12月15日        |
| 第4話  | クルクルは寝坊 (꾸루꾸루는 잠꾸러기)              | 12月15日        |
| 第5話  | 暖かい雪の降る日 (따뜻한 눈 내리는 날)            | 12月22日        |
| 第5話  | お月さまが痛い (달님이 아파요)                    | 12月22日        |
| 第6話  | 風よどこにいるの？ (바람아 어디 있니?)            | 12月29日        |
| 第6話  | ララよごめん (랄라야 미안해)                      | 12月29日        |
| 第7話  | クリは最高の発明家 (쿠리는 최고의 발명가)         | 2007年 1月5日   |
| 第7話  | 大丈夫、私がいるじゃない！ (괜찮아, 내가 있잖아!) | 2007年 1月5日   |
| 第8話  | 緑の森の救助隊 (초록숲 구조대)                    | 1月12日         |
| 第8話  | ララのトレジャーバッグ (랄라의 보물가방)          | 1月12日         |
| 第9話  | 楽しい料理の時間 (즐거운 요리시간)                | 1月19日         |
| 第9話  | ママになりたい (엄마가 되고 싶어요)               | 1月19日         |
| 第10話 | 緑の森の花まつり (초록숲 꽃축제)                  | 1月26日         |
| 第10話 | 幸せな宝探し (행복한 보물 찾)                     | 1月26日         |
| 第11話 | ふしぎの国のピンピン (이상한 나라의 핀핀)         | 2月2日          |
| 第11話 | 春の音を求めて (봄의 소리를 찾아서)               | 2月2日          |
| 第12話 | どっきりクリーナー (우당탕탕 청소기)              | 2月9日          |
| 第12話 | トトの誕生日パーティー (토토의 생일파티)          | 2月9日          |
| 第13話 | 子供の魔術師 (꼬마마술사)                         | 2月16日         |
| 第13話 | ララの音楽会 (랄라의 음악회)                      | 2月16日         |

## 映画
- クルクルと仲間たち: 虹の木の秘密（英: Curucuru and Friends: The Rainbow Tree Forest、朝鮮語: 꾸루꾸루와 친구들: 무지개 나무의 비밀）- 2015年11月19日発売[3]

## 関連商品

### 韓国DVD
꾸루꾸루와 친구들 1탄
発売日：2008年7月24日
꾸루꾸루와 친구들 2탄
発売日：2008年7月24日
꾸루꾸루와 친구들 3탄
発売日：2008年10月21日
꾸루꾸루와 친구들 4탄
発売日：2009年1月23日

## 放送局
| 地域     | 放送局 | 放送期間                       | 備考 |
| -------- | ------ | ------------------------------ | ---- |
| 大韓民国 | KBS1   | 2006年11月24日 - 2007年2月16日 |      |